# Badiera portoricensis
Badiera portoricensis là một loài thực vật có hoa trong họ Polygalaceae. Loài này được Britton mô tả khoa học đầu tiên năm 1915.